# マルサの女2
『マルサの女2』（マルサのおんな2）は、1988年公開の日本映画。伊丹十三監督。前年の1987年に公開され大ヒットとなった『マルサの女』の続編。

## 概説
マルサ（国税局査察部＝査を○で囲んでマルサ）に勤務する女査察官を主人公に、宗教法人を隠れ蓑に巨額の脱税を働く地上げ屋や、その背後に潜む邪悪な権力者たちとマルサの攻防を描いている。
伊丹にとっては「前作はマルサの入門編」であり、本当に描きたかったのは今作であるという趣旨を述べている。
この映画ではまだ当時、日本に1台しかなかった最新型のスタインベック編集機を使って編集されている。同機は後に小林旭が購入している。

## ストーリー
地上げ屋同士の熾烈な攻防戦が吹き荒れる、バブル期の東京。オフィスビルの建設ラッシュを機に、政治家・建設業者・商社・銀行が結託して巨額の利益を上げんと欲望を燃え上がらせていた。
そんな中、大物政治家の漆原から地上げを指示された代議士猿渡は、「天の道教団」の管長・鬼沢を手配する。鬼沢は宗教を隠れ蓑に風俗業など数々のビジネスを展開し、さらにヤクザを操り地上げの嵐を吹き荒らしていた。しかもそれらの商売による所得は秘密裏に宗教法人の収入に置き換えることで課税を免れていた。
「宗教活動以外での所得は課税対象となる」という税法を盾に、やり手査察官・板倉亮子を始めとする国税局査察部・通称マルサは、鬼沢の内偵調査を行う。亮子は大蔵省のエリート官僚・三島を引きつれ、鬼沢の身辺調査に入るが、教団信者やヤクザ達の妨害に遭い、調査は難航。ようやく脱税のシッポを掴んだマルサは強制調査に着手し、鬼沢の取調べが行われるが、鬼沢は頑として金のルートを明かさず、むしろ居直って地上げの正当性を主張する。
査察部は「天の道教団」から押収した証拠から裏金の全容をつかみつつあった。そんな中、鬼沢の手下が射殺される。査察部は脱税を隠蔽するために鬼沢が口を封じたのではないかと疑うが、鬼沢本人が尋問の真っ最中に狙撃されるという事件が発生。鬼沢も「トカゲの尻尾」、つまり使い捨てられる駒でしかなかったのだ。腹心の猫田も口封じで殺されるが、危うく難を逃れた鬼沢は巨額の財産を隠していた自分の墓に愛人とともに逃げ込んで高笑いする。
一方、鬼沢が地上げした土地では、ビルの着工を前に地鎮祭が行われる。鬼沢を背後で操り自らは手を汚すことなく利益を得た大臣・代議士・企業幹部は、地上げ屋らが死んでいることも意に介さず、早期に建設地が確保されてそれぞれが利益を得られたことを喜びつつ談笑する。フェンス越しにその姿を見つめながら唇を噛む亮子たちを背に、利権にたかる者たちの笑い声が高らかに響いていた。

## キャスト

### マルサ
板倉亮子
演 - 宮本信子
マルサの女。本作でもおかっぱの「マルサカット」を振り乱す。前作よりも髪と胸がボリュームアップしている。愛車はホンダ・Z（初代）。

花村
演 - 津川雅彦
国税局査察部統括官。独特の話術で猿渡を自供させる事に成功。

佐渡原
演 - 丹波哲郎
国税局査察部管理課長。一徹な性格で漆原の圧力にも屈しない。

伊集院
演 - 大地康雄
国税局査察官。

三島
演 - 益岡徹
東京大学出身の大蔵省キャリア官僚。東大の事を「僕の学校」と言う癖があり、初っ端から「出身校を自慢するなら堂々としろ」と叱責されるなど、亮子にしごかれる。亮子が熱意のあまりに独断専行を犯したときには行動を共にしなかった。その結果、花村統括官から一時的に捜査活動から外れるように指示された期間にも、乞食に変装して鬼沢の身辺を伺おうと独自捜査をする亮子の姿勢に打たれ、次第に査察官として成長していく。

金子
演 - 桜金造
国税局査察官。ダミー会社に入金された9億円の行方を追うも、領収書の多さにお手上げ状態となってしまう。

秋山
演 - マッハ文朱
港町税務署員で亮子の後輩。「天の道教団」の税務調査の際、亮子に頼まれ、教団施設に亮子を連れて入る。

山田
演 - 加藤善博
港町税務署員で亮子の後輩。

### 鬼沢とその主要関係者
鬼沢鉄平
演 - 三國連太郎
表の顔は「天の道教団」管長であるが、裏の顔はやくざ集団『鬼沢一家』の組長で、その上宗教法人を隠れ蓑に脱税する地上げ屋。国税局の取り調べに対しても口を割らず、自らの稼業も日本の経済発展のために必要な汚れ仕事であると正当化する。しかし、結局は漆原達にとって使い捨ての駒でしかなく、「天の道教団」が隠していた裏金の記録を解読した国税局が再び行った取調べ中にヒットマンによる狙撃で殺されかける。好色な性格で、妻(キヌ)が居るにも関わらず愛人を作って不倫をしている。

赤羽キヌ
演 - 加藤治子
「天の道教団」教祖で鬼沢の妻。鬼沢の女遊びに悩まされている。自称「衝動買いの名人」で、鬼沢に愛人ができる度に衝動買いをする。

受口繁子
演 - 柴田美保子
鬼沢の家の女中で教祖・キヌの側近。鬼沢に心を寄せており、米田をハメるのに利用された見返りに鬼沢に同衾するよう求める。「繁子」の源氏名で銀座クリスティーンのホステスとしても働いている。査察が入ると鬼沢を庇って責任を負おうと取調べに対して頑なな態度を示す。

猫田
演 - 上田耕一
表の顔は教団の幹部であり、裏では多数のヤクザを操る鬼沢の腹心。チビ政を「まさかの時にいつでも消せる」と鬼沢に嘯いていたが、結局は自身もトカゲの尻尾に過ぎず、殺害され海に浮かぶ。

チビ政
演 - 不破万作
猫田配下のヤクザ。鬼沢の立ち上げたダミー会社「マサインターナショナル」の社長に就任し地上げを行う。借地借家法に守られて立ち退きを拒んでいる大衆食堂の夫婦に対して、「地主に対する恩はないのか「日本人の恥さらし」などと詰る。外堀を埋めた国税局は証拠固めの為にチビ政から証言を得ようとするが、その直前に鉄砲玉の青年に射殺される。

サダオ
演 - きたろう
猫田配下のヤクザ。マルサに押収された鬼沢の秘密のノートを取り戻そうと、合鍵で国税局の倉庫へ忍び込むが、内側は暗証番号式の鍵があり脱出に失敗。その後、亮子が倉庫に来たスキに逃亡しようとして再び失敗し、亮子に諭されて投降する。

ハカセ
演 - 佐藤昇
猫田配下のヤクザ。チビ政の手伝いに任命され、ダミー会社経営と地上げを行う。大衆食堂の脅しに使う偽物の手首をホラー映画を作っている友達に頼んで作らせたり、国税局の倉庫の合鍵作成の為に粘土で鍵の型を取るなど、地上げの技術面を担当。

奈々の父親
演 - 市村昌治
500万円の借金でサラ金に追われ、金貸しのマルオの紹介で鬼沢に娘を「担保」に差し出して助けを求める。顔に大きなアザのある男性。中央駅の手荷物預かり所の主任であったため、鬼沢達に利用される。

奈々
演 - 洞口依子
父親の借金のカタとして鬼沢の愛人にされた少女。強かな性格ですぐに愛人稼業に順応してしまい、最後は鬼沢の子を妊娠する。

### 地上げのターゲット
大衆食堂の主人
演 - 小鹿番
鬼沢の地上げのターゲットで日の出食堂の主人。頑強に地上げに抵抗するが、鬼沢の手下が切り落とした手首（ニセモノ）を見せられる脅しに屈して店を明け渡す。

大衆食堂のおかみさん
演 - 菅原ちね子
ヤクザの脅し行為から必死に夫を庇う。鬼沢の手下の手首（ニセモノ）を見せられると嘔吐してしまう。

清原
演 - 石田弦太郎
写真週刊誌のカメラマンで鬼沢の地上げのターゲット。「自衛手段」として地上げ屋への過剰融資を記事にするとほのめかして銀行幹部を脅すが、鬼沢に巧みに謀られ、弱みを握られて部屋の明け渡し承諾書を書かせてくれと自ら懇願する。

清原の妻
演 - 結城美栄子
ヤクザから日々嫌がらせを受け、疲労困憊しマンションを明け渡すように夫に言う。

米田
演 - 南原宏治
大学教授で鬼沢の地上げのターゲット。一度は鑑定評価額の3倍の金と引き換えに明け渡しを同意するも後に態度を翻し、自治会を取りまとめることを条件に値段を吊り上げようとするが、鬼沢の計略で繁子と同衾しているところを写真に撮られ、脅されて結局マンションを手放す。

### そのほか
ホステス
演 - 岡本麗
鬼沢が経営するクラブ「黒猫」にかつて勤めていたホステス一筋の女。知らぬ間に鬼沢の宗教法人の役員にさせられていたことを三島に尋ねられ、鬼沢がかつてホステス全員の名義を借りた事がある事を証言する。

毛皮店主人
演 - 浅利香津代
店の常連であるキヌに4500万円の毛皮のコートを売る。

ソープランド嬢
演 - 村井のりこ
源氏名「もえよ」。三島のビール券を使った泣き落としで落ちて、店の売上金の流れを話す。

マリちゃん
演 - 神林泰子
店一番の「名器」と言われるソープランド嬢で店長の女。店の売上金を、中央駅の手荷物預かり所への運び役。足が不自由。

警官
演 - 三谷昇
ファーストシーンで海に浮いた地上げ屋の水死体を見つける。

マンションの管理人
演 - 武内文平
地上げのターゲットのマンションの管理人。鬼沢の手下達が連れてきたドーベルマンを見て「規則違反」と注意するも、結局は逆らえず犬を飼う事を黙認する。

マンションの警官
演 - 舟田走
嫌がらせに耐えかねた清原の妻の通報により出動する。

家主
演 - 里木佐甫良
三島が屋根の上で張り込みをする家の主人。

元・僧侶
演 - 笠智衆
還俗していたが、鬼沢が教団を立ち上げる際に言葉巧みに僧服を着せられ写真を撮られる。後日、自身は善意のつもりだったので、印鑑証明のお礼として1万円札を1枚だけ受け取ったと、亮子の聞き取りで証言する。鬼沢たちも名義協力以外に利用価値を考えず、以後は僧侶の前から完全に姿を消し、調査が入った時は教団と無関係同然になっていた。

信者代表
演 - 岡本信人、久保晶
税務調査に入った亮子たちに激しく抗議して追い出す。

老婆
演 - 原泉
夫の暴力から逃げ出した女に変装した亮子を受け入れ、教団の説明をする。咥えタバコにハートの形の髪型がトレードマーク。

鉄砲玉
演 - 丹野由之
黒幕達にとって邪魔な存在となったチビ政を射殺する。

担当職員
演 - 矢野宣
「天の道教団」の所轄庁の職員。伊集院に教団の決算報告が設立以来一度も出されていないのに調査していない事を責められ、管轄の宗教法人は6300あるのに対して職員が4人しかいないと反論する。

商社員
演 - 高橋長英、成田次穂
ビルの地鎮祭で地上げについての噂を語り合う。

漆原
演 - 中村竹弥
与党の代議士/国会議員。「委員長」と呼ばれており、国会のいずれかの委員会委員長の職位にある実力者。猿渡に「あんなもの（地上げ屋）はお前、遣い捨てりゃあいいんだよ」と言って憚らず、与党だけでなく野党議員らにも影響力を持ち、鬼沢らを巧みに操る「陰の巨悪」。鬼沢に査察が入ることで自らに影響が及ぶのを危惧して国税局に出向き圧力をかけるが、佐渡原に一蹴された。前作では権藤に悪知恵を授け国税局に圧力をかける議員として名前だけ登場した。

猿渡
演 - 小松方正
与党の代議士/国会議員。漆原の派閥腹心で漆原に「地上げ屋」として鬼沢を紹介する。「天の道教団」へのガサ入れ後に取調べを受け、花村の人情を織り交ぜた巧みな会話によって、外部に情報を出さないことを条件に漆原から地上げに貢献したことに対する報酬3000万円を受領したことを自白する。それを手掛かりに自身の不正が明るみに出ることを恐れた漆原の怒りを買い、ボコボコに蹴られた。ラストの地鎮祭では大臣や漆原らとともに笑顔で会場を後にしている。

## スタッフ
- 監督・脚本 - 伊丹十三
- 製作 - 玉置泰、細越省吾
- 音楽 - 本多俊之
  - 演奏 - 本多俊之ラジオクラブ
- 撮影 - 前田米造
- 照明 - 桂昭夫
- 美術 - 中村州志
- 録音 - 小野寺修
- 編集 - 鈴木晄
- 音楽プロデューサー - 立川直樹
- キャスティング - 笹岡幸三郎（N.C.P.）
- 助監督 - 久保田延廣
- 効果 - 斉藤昌利（東洋音響効果グループ）
- カースタント - タカハシレーシング
- スタント - ジャパン・アクション・クラブ
- SFX - 白組、サンク・アール
- 伊丹プロダクション作品

## サウンドトラック
- ガディス/マルサの女2（1988年、ユニバーサルミュージック）

音楽：本多俊之

## その他
- マリちゃん役の神林泰子は元々、伊丹組のメンバーで当映画でも衣装助手として参加している[2]。
- 三國連太郎演じる鬼沢鉄平が代表を務める宗教法人「天の道教団」の一部として「階段上の隠し部屋」に続く階段として平和島にあるヤマトインターナショナル東京本社ビルが使われた。また外観は映画内での東京国税局として使われている[7]。
- ｢天の道教団｣の祭壇に鎮座する仏像は彫刻家の新国孝雄が制作した映画オリジナル。監督からの注文は朝鮮系の厳しい顔の仏像だった[8]。
- 地上げ対象である坂の下の大衆食堂は田園調布にあった産経新聞の販売所の看板を付け替えて撮影を行った。また、一部の撮影は神奈川県のもみの木台で行われている。
- 劇場用グラフィックポスターはイラストレーターの吉田カツが手掛けた。